# Schlacht von Arfderydd
Koordinaten: 55° 1′ 0″ N, 2° 55′ 0″ O
Die Schlacht von Arfderydd (auch Arderydd) fand – den Annales Cambriae folgend – im Jahr 573 statt. Die Gegner werden in zahlreichen altwalisischen Quellen unterschiedlich bezeichnet, was wohl darauf hindeutet, dass eine Reihe verbündeter Armeen beteiligt waren. Die Hauptgegner scheinen Gwenddoleu ap Ceidio auf der einen und entweder die Fürsten und Brüder Peredur und Gwrgi ab Eliffer von Ebrauc oder König Rhydderch Hael von Strathclyde gewesen zu sein. Gwenddoleu wurde geschlagen und getötet. Sein Barde Myrddin Wyllt verlor den Verstand und floh in die Wälder; er ist vermutlich das Vorbild für die Figur des Merlin aus der Artuslegende. Ebrauc wurde in der Schlacht so geschwächt, dass es sieben Jahre später von den Angelsachsen von Deira und Bernicia zerstört werden konnte. Die Walisischen Triaden bezeichnen die Schlacht von Arfderydd als eine der „drei vergeblichen Schlachten der Britischen Insel“ neben der Schlacht von Camlann und der Schlacht der Bäume
Der Chronist John Fordun gibt im 14. Jahrhundert in seiner Chronica Gentis Scotorum als Austragungsort die Ebene zwischen Liddel Water und Carwannok an. Der schottische Historiker William Forbes Skene (1809–1892) identifizierte ihn – Fordun bestätigend – mit Arthuret bei Longtown in Cumberland (heute Cumbria), etwa 4 Kilometer von der englisch-schottischen Grenze entfernt.

## In Literatur und Mythologie
Die Schlacht von Arfderydd wird häufig in mittelalterlichen walisischen Texten erwähnt, darunter den Walisischen Triaden (Trioedd Ynys Prydein) und dem Roten Buch von Hergest (Llyfr Coch Hergest). Die Walisischen Triaden nennen Gwenddoleus Truppen eine der drei treuen Armeen der britischen Insel, die vierzehn Tage und einen Monat nachdem ihr Herr gefallen war weiterkämpften. Das Gefolge von Dreon dem Tapferen am Erdwall von Arfderydd wird als eines der drei adligen Gefolge bezeichnet; Gwrgi und Peredur von Ebrauc, Dunod Fawr († um 595, ein König aus den nördlichen Penninen) und Cynfelyn Drwsgl wurden Corvan, dem Pferd der Söhne Eliffers  an einen Ort getragen, von dem aus sie die Staubwolken sehen konnten, die Gwenddolau und seine Reiter in der Schlacht aufwirbelten
Das Gespräch von Myrddin und Taliesin (Ymddiddan Myrddin a Thaliesin), das erste Lied im Schwarzen Buch von Carmarthen (Llyfr Du Caerfyrddin), verweist häufig auf die Schlacht und nennt zahlreiche Kämpfer beim Namen: Cedfyl, Cadfan, Maelgwn, Erith, Gwrith, Bran, Melgan, Rhys, Cynelyn, Cyndur, die Söhne von Eliffer (Peredur und Gwrgi), und Dywel fab Erbin. Das Gedicht Afallennau (Apfelbäume) hält fest, dass Myrddin in der Schlacht einen goldenen Wendelring (Halsreif) trug, bevor er in die Wälder Kaledoniens floh.; im Gedicht Das Gespräch von Gwyn ap Nudd und Gwenddoleu ap Ceidio sagt Gwyn, dass er an dem Ort, an dem Gwenddoleu, der Sohn Ceidios, getötet wurde, der Pfeiler der Lieder, gewesen sei, wo die Raben über dem Blut kreischten